# Esboço de Psicanálise

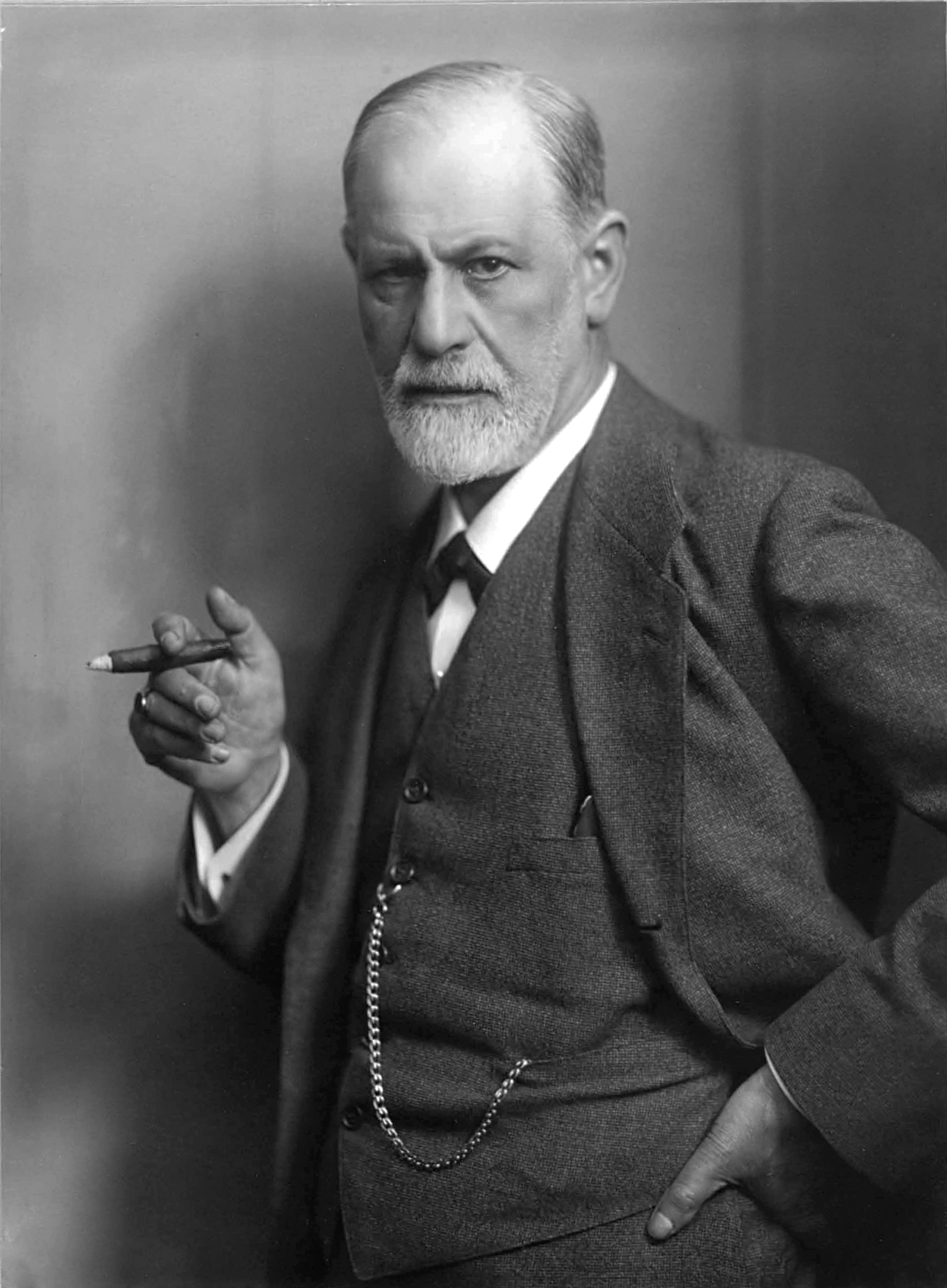
Um Esboço de Psicanálise foi a última grande obra escrita por Sigmund Freud, publicada em 1940 (um ano após sua morte)

O Esboço de Psicanálise é uma obra de Sigmund Freud. Eric Berne considerou este livro, junto com Noções Básicas de Psicanálise de Charles Brenner, como a melhor introdução ao assunto.
Voltando a um projeto anterior de fornecer uma visão geral da psicanálise, Freud começou a escrever este trabalho em Viena em 1938, enquanto esperava para partir para Londres. Em setembro de 1938, ele havia escrito três quartos do livro, que foram publicados juntos em 1940, um ano após sua morte. James Strachey escreve que, embora "o Esboço deva ser descrito como inacabado... é difícil considerá-lo incompleto", dado seu tratamento bastante abrangente do assunto.

## Síntese
No prefácio da obra, Freud argumenta que o propósito do Esboço é "reunir os princípios da psicanálise e enunciá-los, por assim dizer, dogmaticamente — da forma mais concisa e nos termos mais inequívocos".
Composta por três seções, a obra abre com uma descrição do aparelho psíquico, incluindo sua organização espacial e sua diferenciação em agências. O ego, que se desenvolve através do contato com o mundo exterior, tenta conciliar as necessidades do id, do superego e da realidade. O id representa o passado hereditário, enquanto o superego representa a tradição e os costumes da sociedade. As pulsões, basicamente conservadoras e localizadas no id, representam necessidades somáticas para o psiquismo. Eros e a pulsão de morte, sejam eles antagonistas ou combinados em funções biológicas, são as duas pulsões fundamentais.
Na segunda parte da obra, Freud discute a “técnica” da psicanálise. Freud então apresenta um exemplo de como a psicanálise pode ser usada na prática.
Na terceira parte da obra, Freud discute a relação entre o pré-consciente, consciente e inconsciente e o mundo externo. Ele então discute a natureza do "mundo interno" da mente.